# Tugarinovia
Tugarinovia es un género de plantas con flores perteneciente a la familia de las asteráceas. Comprende 2 especies descritas y solo una aceptada, con 2 variedades también aceptadas.

## Descripción
Es una planta herbácea perenne, con destacadas particularidades: entra otras, carece de tallo y es dioica. La raíz principal es coronada por un grueso y corto tronco aéreo donde están insertados las hojas pecioladas coriáceas, copetudas, pinnatipartidas en segmentos espinosos, y todas basales. Los escapos florales, decumbentes, axilares o sub-laterales y también implantados sobre dicho tronco basal, son cortos con capítulos homógamos, femeninos o funcionalmente masculinos, los primeros más grandes que los secundos. El involucro, con receptáculo desnudo et alveolado, tiene las eventuales brácteas externas similares a las hojas y las internas más cortas, ovalo-lanceoladas con espinillas amarillas. Los flósculos masculinos, que tienen estambres con apéndices filiformes en la base de las antera, son más pequeños que los femeninos que, ellos, ostentan estaminodios. Las cipselas son de forma obcónica y con un muy denso pelo seríceo. El vilano tiene 2 tipos de elementos: los exteriores de cortos pelos finos tortuosos y los interiores de cerdas escábridas basalmente conadas.

## Distribución
El género es endémico de Mongolia, en China continental.

## Taxonomía
El género fue descrito por Modest Mikhailovic Iljin y publicado en Izvestija Glavnogo Botaničeskogo Sada SSSR, 27, p. 356, 1928. La especie tipo es: Tugarinovia mongolica Iljin

## Taxones descritos y aceptados
- Tugarinovia mongolica Iljin, 1928
- Tugarinovia mongolica var. mongolica Iljin, 1928
- Tugarinovia mongolica var. ovatifolia Ling & Ma, Fl. Reipubl. Popularis Sin., 75, p. 248, 1979

La otra especie descrita, Tugarinovia ovatifolia (Ling & Ma) Y.Z.Zhao, Acta Bot. Boreal.-Occid. Sin., 20(5), p. 875, 2000, y que es la variedad ovatifolia erigida al rango de especie, no está todavía aceptada como tal.